# Bistra, Silistra
Bistra (în bulgară Бистра, în română Acbunar) este un sat în comuna Alfatar, regiunea Silistra, Dobrogea de Sud, Bulgaria. 
Între anii 1913-1940 a făcut parte din plasa Curtbunar a județului Durostor, România.

## Demografie
Componența etnică a satului Bistra
     Romi (55,64%)
     Turci (37,53%)
     Nicio identificare (6,82%)
     Altele (0%)
La recensământul din 2011, populația satului Bistra era de 381 locuitori. Din punct de vedere etnic, majoritatea locuitorilor (55,64%) erau romi, cu o minoritate de turci (37,53%). Pentru 6,82% din locuitori nu este cunoscută apartenența etnică.